# Закржевская, Людвига Феофиловна
Людвига Феофиловна Закржевская (27 мая 1940, Москва — 15 декабря 2015, Москва) — советский и российский киновед и сценарист. Кандидат искусствоведения.

## Биография
Родилась Людвига Феофиловна Закржевская 27 мая 1940 года в Москве.
Окончила Всесоюзный государственный институт кинематографии и Московский государственный педагогический институт иностранных языков имени Мориса Тореза. Выступила автором статей о кино и анимации в таких изданиях «Советский экран», «Советская культура», «Литературная газета», «Экран». Была автором статей в книгах «Мастера советской мультипликации», «Киносценарии», «Звёзды нашего кино», «Российский иллюзион».
Ушла из жизни 15 декабря 2015 года в возрасте 75 лет в Москве.

## Творчество

### Книги
- Закржевская Л. Вадим Курчевский / Союз кинематографистов СССР, Бюро пропаганды советского киноискусства. — М., 1987. — 66 с.

### Фильмография
- 1970 — В Москве проездом… — сценарист
- 1992 — Скажи, Юпитер! (мультипликационный) — сценарист
- 2006 — Новогодняя фантазия кота-мурылки (мультипликационный) — сценарист